# 恩里克·佩尼亞蘭達
恩里克·佩尼亞蘭達（Enrique Peñaranda，1892年11月15日—1969年12月22日），玻利維亞陸軍將軍，1940年起擔任玻利維亞總統，直到1943年被瓜爾韋托·比利亞羅埃爾政變推翻。